# McGregor (Texas)
McGregor és una població dels Estats Units a l'estat de Texas. Segons el cens del 2000 tenia 4.727 habitants.

## Demografia
Segons el cens del 2000, McGregor tenia 4.727 habitants, 1.728 habitatges, i 1.206 famílies. La densitat de població era de 83,6 habitants/km².
Dels 1.728 habitatges en un 33,1% hi vivien nens de menys de 18 anys, en un 51,4% hi vivien parelles casades, en un 13,4% dones solteres, i en un 30,2% no eren unitats familiars. En el 27,7% dels habitatges hi vivien persones soles el 15,2% de les quals corresponia a persones de 65 anys o més que vivien soles. El nombre mitjà de persones vivint en cada habitatge era de 2,63 i el nombre mitjà de persones que vivien en cada família era de 3,21.
Per edats la població es repartia de la següent manera: un 27,7% tenia menys de 18 anys, un 9,1% entre 18 i 24, un 25,4% entre 25 i 44, un 18,6% de 45 a 60 i un 19,3% 65 anys o més.
L'edat mediana era de 36 anys. Per cada 100 dones de 18 o més anys hi havia 81,1 homes.
La renda mediana per habitatge era de 33.200 $ i la renda mediana per família de 37.143 $. Els homes tenien una renda mediana de 31.250 $ mentre que les dones 18.605 $. La renda per capita de la població era de 16.311 $. Aproximadament el 10,9% de les famílies i el 14,9% de la població estaven per davall del llindar de pobresa.

## Poblacions més properes
El següent diagrama mostra les poblacions més properes.